# رسام عرب‌زاده
سید ابوالفتح زیدی لطیفی (زادهٔ ۱۲۹۳ تبریز درگذشته ۱۳۷۵ تهران)، مشهور به سید ابوالفتح رسام عرب‌زاده، شناخته شده با نام رسام عرب‌زاده در ایران و سایر کشورها، از طراحان برجستهٔ فرش ایرانی بود. او همچنین در رشته‌های نقاشی، مینیاتور، مجسمه‌سازی، رنگرزی و بافندگی فرش فعالیت می‌کرد.

## زندگی و فعالیتِ هنری
رسام عرب‌زاده در سال ۱۲۹۳ شمسی در شهر تبریز به دنیا آمد. پدرش حسین زیدی لطیفی ملقب به سید عرب از شاگردان کمال الملک بود که با نقاشی و طراحی فرش، امرار معاش می‌کرد. وی از اعراب زیدی بود که سه نسل قبل از حجاز مهاجرت کرده بودند و بدین جهت به سید عرب معروف بود.
رسام از کودکی، در دامان پدر، با طرح و رنگ آشنا شد. دوران کودکی را چنان‌که مرسوم بود، در مکتب خانه گذراند. در فضای سرد و مرطوب مکتب، قرآن و الفبا آموخت و بدین منوال سال‌های اولیه زندگی اش، تا هفت سالگی سپری شد.
در این ایام گسترش دامنه جنگ جهانی اول در ایران و آشفتگی سیاسی کشور، گذران زندگی را به ویژه برای مردم آذربایجان، دشوار کرده بود. در ۷ آوریل ۱۹۲۰ (۱۲۹۹ ش) قیام دموکرات‌های آذربایجان به سرکردگی محمد خیابانی آغاز گردید و سرانجام دولت موقت به سرکردگی محمد خیابانی در آذربایجان تشکیل شد.
فقر و بیکاری و شرایط نامطلوب زندگی در این سال‌ها بیداد می‌کرد و به همین جهت خانواده رسام نیز چون بسیاری دیگر، به جستجوی نان، راهی پایتخت می‌شوند. (حدود سال ۱۲۹۹ شمسی ۱۹۲۰ میلادی)
در تهران رسام به همراه برادرش به مدرسه می‌رود و به تحصیل می‌پردازد.
وی تا کلاس سوم ابتدایی را در مدرسه ادیب می‌گذراند.
گرچه زبان مادری او ترکی است و تکلم به فارسی برایش دشوار است ولی در زمره بهترین دانش آموزان مدرسه محسوب می‌شود. اما در تهران نیز شرایط زندگی و کار برای آنان چندان مطلوب نیست و خانواده اش ناگزیر به زادگاه خویش مراجعت می‌کنند.
رسام در یادآوری شرایط آن روزها حکایت می‌کند که «روزی نقاشی پدرش را حتی به گرو، برای قرصی نان نستاندند.» در تبریز رسام تحصیل را در مدرسه رشدیه ادامه می‌دهد و تا کلاس ششم در همین مدرسه درس می‌خواند. تبحر او در نقاشی مورد توجه معلمان قرار می‌گیرد. او را تشویق می‌کنند و او نیز با کشیدن پرتره معلمان محبوبیت می‌یابد. تعطیلات تابستان را در مغازه نقاشی پدر می‌گذراند و در تمام کارها به او کمک می‌کند. چون پدرش به علت حادثه‌ای شنوایی خود را از دست داده، به جای او با دیگران سخن می‌گوید و سخنگوی پدرش می‌شود. پدر رسام با کشیدن پرتره و طراحی فرش، روزگار می‌گذراند. رسام نیز صبح‌ها در یک کارخانه قالیبافی به طراحی می‌پرداخت و بعدازظهرها پیش پدرش کار می‌کرد. در همین دوران، رسام در هنرستان تبریز که به سرپرستی رسام ارژنگی تأسیس شده بود، در رشته مینیاتور نام‌نویسی کرد و مرحله جدیدی در زندگی او آغاز گردید.
رسام در شانزده سالگی به خاطر مرگ مادر و ازدواج مجدد پدر، ناگزیر به ازدواج شد. این رخداد مانعی فراروی آرزوهایی بود که در سر می‌پروراند ولی به اصرار پدر به این ازدواج تن داد. خودش می‌گوید: در آن سال‌ها من مفهومی از زن نداشتم و اصلاً به این زمینه چندان توجهی نمی‌کردم.
در آغاز قرن اخیر بر اثر تحولاتی که در جهان و کشور پدید آمد، آگاهی مردم اعتلا می‌یابد. هنرستان‌های متعددی در نقاطی از کشور تأسیس می‌شود که در همگانی شدن هنر و ایجاد علاقه در مردم، نقش بسزایی دارد. رسام نیز به یادگیری هنرهای دیگر علاقه‌مند می‌شود. گلدوزی، موسیقی و تئاتر را تجربه می‌کند و در یکی از کلاسهای موسیقی نواختن ویولون را فرا می‌گیرد.
همزمان با این فعالیت‌ها، از کار طراحی و مینیاتور غافل نمی‌ماند. کم‌کم دار قالی در مغازه پدر برپا می‌شود و رسام نیز زیر نظر یکی از استادکاران قدیمی شهر، بافت قالی را فرا می‌گیرد.
یکی از آرزوهای رسام در این زمان عزیمت به تهران و تحصیل در مدرسه صنایع قدیمه است، علی‌رغم تمایل پدر با تلاشی بسیار پولی اندوخته و راهی تهران می‌شود. در خانه یکی از اقوام اقامت می‌کند و چون تا گشایش مدرسه مدتی باقی است، از فرصت استفاده می‌کند و به گشت و گذار در تهران می‌پردازد. روزی ویترین یک مغازه کاشی‌سازی توجه او را جلب می‌کند و برای مدتی به طرح‌های کاشی خیره شده و از هماهنگی آن طرح‌ها با طرح‌های قالی شگفت زده می‌شود. به قدری کنار ویترین مغازه می‌ایستد که توجه صاحب مغازه را جلب می‌کند. وقتی صاحب مغازه پی می‌برد که او طراح و نقاش است، او را بکار می‌گیرد. مدتی با دستمزد قلیل در آن مغازه کار می‌کند. در همین مدت در مناقصه‌ای که برای طراحی کاشیهای دیوار مجلس شورا پیشنهاد شده، شرکت می‌کند و طرح او در میان طرحهای متعدد، شاخص گردیده و برنده می‌شود.
کارآموزی مستمر، پشتکار و تجاربی که در هنرهای دیگر دارد، باعث می‌شود که در طراحی کاشی نیز رشد کند و از کارایی بالایی برخوردار شود. پس از مدتی به وساطت صاحب مغازه کاشی‌سازی به رئیس مدرسه معرفی می‌شود، از عهده آزمون ورودی برمی آید و امکان تحصیل در آنجا فراهم می‌گردد. روزها به مدرسه می‌رود و بعد از آن تا دیروقت به طراحی در کاشی‌سازی ادامه می‌دهد. اما از عهده مخارج زندگی بر نمی‌آید و در صدد اشتغالی شبانه، به این سو و آن سو سر می‌کشد، روزی بی‌اختیار توجه اش به نوشته‌های سر در سینماهای لاله زار جلب می‌شود و بر آن می‌شود که در این زمینه فعالیتی برای خود دست و پا کند، با مراجعه به مسئول یکی از سینماها و ارائه نمونه‌هایی از کار خود در زمینه خطاطی ابتکاری، موفق می‌شود که در این زمینه نیز خود را آزموده و ممری برای معیشت بیابد.
پس از چندی تصمیم می‌گیرد که مستقلاً به کار پرداخته و کلاسی دایر کند. با این تصمیم مرحله‌ای جدید در زندگی رسام آغاز می‌شود. کلاسی دائر می‌کند و به آموزش نقاشی می‌پردازد. هم برای دیگران پرتره و نقاشی و خطاطی می‌کند و هم شاگردانی را آموزش می‌دهد. استادان خط و نقاشانی که ابتدا او را به حساب نمی‌آوردند، به مهارت و کارایی او پی می‌برند. تابلویی سیاه قلم به کمک رنگ و روغن می‌کشد که شباهت بسیاری به عکس دارد. بدین ترتیب روشی جدید در بهره‌گیری از رنگ و روغن سیاه و سفید ابداع می‌کند.
کار در زمینه مینیاتور را با دقت و خلاقیت بیشتری ادامه می‌دهد و با استفاده از مضامین شعرها، مینیاتورهای ارزنده‌ای پدیدمی‌آورد. یکی از تابلوهایش که مورد توجه قرار می‌گیرد، با الهام از این شعر حافظ پدید آمده‌است:
| گرچه پیرم تو شبی تنگ در آغوشم گیر |  | تا سحرگه ز کنار تو جوان برخیزم |

یکی دیگر از تابلوهای نفیس او تصویری از یوسف و زلیخا است. برای طراحی صحنه و لباس‌ها به ویژه پوشاک زنان به کاوش در متون و منابع تاریخی پرداخته و با استناد و بهره‌گیری از یافته‌ها به طراحی خود غنا می‌بخشد. به همین جهت مورد توجه استاد طاهرزاده قرار می‌گیرد. در همین دوران مجسمه‌سازی را نیز تجربه می‌کند. یکی از دستاوردهایش در این زمینه، طراحی چهره عارف قزوینی است که بعدها برای مقبره عارف قزوینی فرستاده می‌شود.
در آغاز جنگ جهانی دوم، از دلبستگی‌ها و علائق خود در تهران چشم می‌پوشد و راهی دیارش می‌شود. بیست و پنج ساله است که به زادگاهش بر می‌گردد و این بار با کوله باری از تجربه و تحصیلات هنری در کارگاه پدر به کار می‌پردازد و کلاس‌های آموزشی در زمینه طراحی فرش، گلدوزی و نقاشی دایر می‌کند. چندی بعد محل جداگانه‌ای برای خود دست و پا می‌کند و مستقلاً به طراحی فرش و آموزش نقاشی پرداخته و در ضمن به بافت قالی نیز روی می‌آورد. اما از استطاعت چندانی برخوردار نیست و لذا اولین فرش خود را ناگزیر با قرضی که از یک دوست می‌گیرد به پایان می‌برد و فرش را در ازاء بدهی از دست می‌دهد. با بافت این فرش تجربه‌ای آغاز می‌شود که محور اصلی فعالیت‌های رسام در زندگی پربار آتی اوست و در همین زمینه است که بدعت و نوآوری او عرصه تجلی می‌یابد.
تجارب و توانایی‌های خود را در نقاشی با بافت قالی بهم می‌آمیزد و در همان آغاز راه، به دستاوردهای مطلوبی می‌رسد. بافت فرشی از چهره یک سرشناس، نمونه‌ای موفق از تلاش‌های اولیه اوست. این فرش پس از اتمام بافت به سرعت به فروش رفته و به تهران برده می‌شود. در همین دوره، طرحی را به نام والس دولاو از گوبلن‌های فرانسه اقتباس می‌کند و آن را برای بافت به صورت فرش، طراحی می‌کند اما با شروع بافت فرش، متوجه می‌شود که از رنگ‌ها اطلاع چندانی ندارد. به کمک دوستی که در یک کارخانه آلمانی به رنگرزی اشتغال داشته و با رنگ آشنایی کامل دارد، از فوت و فن رنگرزی مطلع می‌گردد و سپس به مدد آنچه آموخته، فرش مذکور را با نام رقص فرشتگان به پایان می‌رساند. این فرش یکی از آثار رسام در مرحله اول بافندگی است که بعد از آن بافندگی این نوع فرشها را کنار گذاشت. در این دوران، روس‌ها به آذربایجان حمله می‌کنند. آذربایجان بمباران شده و به تصرف مهاجمین و ایادی آنان در می‌آید. اوضاع فرش کساد می‌شود، قحطی فرا می‌رسد. نان پیدا نمی‌شود، و رسام نیز چون هر هنرمند حساس از تأثیر رویدادها برکنار نمی‌ماند و نسبت به نابسامانیهای پیرامون واکنش نشان می‌دهد. به فعالیت‌های متنوعی روی می‌آورد، از جمله کاریکاتور، تا با زبان طنز به مردم نشاط و آرامش دهد و بیانگر دردها و مسائل آنان باشد. کاریکاتورهایش ساده و مردمی است و مضامین آن مشکلات روزمره، به ویژه دشواری‌های اقتصادی، ارتشاء و فساد است. یکی از این کاریکاتورها، در ستیز با ارتشاء کوپن قند و شکر است که به شیوه‌ای مؤثر، نشانگر فساد اداری و شکوه مردم است و اثر آن به حدی است که مسئولین را ناگزیر می‌سازد تا به اوضاع رسیدگی کنند. بدین ترتیب رسام ارتباط بیشتری با مردم یافته و از احترام خاصی برخوردار می‌شود.
رسام در اوایل دهه بیست راهی تهران می‌شود. در تهران فرش‌هایش مورد توجه قرار می‌گیرد و دو نمونه از آن در حراج هلال احمر (برای کمک)، به فروش می‌رسد. از این پس به کارهایش اهمیت می‌دهند و به عنوان طراح و قالیباف هنرمند، مورد توجه قرار می‌گیرد؛ لذا در تهران می‌ماند و تصمیم می‌گیرد که به نوآوری خود، تداوم می‌بخشد.
مغازه‌ای در لاله زار تهران، کارگاه قالیبافی او محسوب می‌شود. محلی مناسب در شهر که از جنب و جوش خاصی برخوردار بوده و یکی از مراکز با اهمیت فعالیت‌های اقتصادی است. در این سال‌ها وضعیت اقتصادی کشور دگرگون شده و الگوی مصرف کمابیش تغییر یافته‌است. تهران بازار اصلی کالاهای مصرفی و لاله زار محل نمایندگی و فروش شرکت‌های خارجی و داخلی است.
مقتضات اقتصادی و محیط پیرامون، عرب زاده را به عرصه‌های جدیدی می‌کشاند. مانند بافت آرم شرکت‌های مختلف روی فرش، یا انواع طراحی برای تبلیغ کالاهای خارجی و داخلی، که موجب رونق کار و بازارش می‌شود و به زودی مغازه کوچک او به کارگاه قالیبافی در محلی بهتر تبدیل شده و اینک مجالی می‌یابد که به پشتوانه درآمدهای مکفی خود، طراحی و بافت قالی را، چنان‌که می‌خواهد پی گیرد، خلاقیت‌هایش را بیازماید؛ و به آرزوی خود، جامه عمل بپوشاند.
در این مرحله از فعالیت، بدعت و نوآوریهای او در طراحی و بافت فرش آغاز می‌شود. نخستین جلوه‌های ابتکار، نقش پردازی بر مبنای اصول جدید طراحی است، مانند رعایت مقیاس و اندازه‌ها. اما ویژگی بارز او، بهره‌گیری از طرحهایی است که نقش غلط نامیده می‌شود. این طرح‌ها ترکیبی از نقش‌های متفاوت با نظام متعارف و مغایر با سنتهای رایج است. البته رسام در جوانی به این طرح‌ها روی آورده بود، ولی استادکاران قالی پذیرای چنین طرح‌هایی برای بافت فرش نبودند لذا در این مرحله، خود به بافت فرشهایی نفیس با نقش غلط می‌پردازد، و بدین ترتیب برای درهم ریختن فرم‌های سنگواره قالی، از پای نمی‌نشیند و ترکتازیهایش در بهم ریختن نظم کهن و چارچوب‌های دیرینه فرش، به مرور ابعاد گسترده‌ای می‌یابد.
چون شیوه رایج بافت نیز پاسخگوی نقش پردازیهای او نیست، آرام نمی‌گیرد و در چنبره بافت و گره‌های سنتی وانمی‌ماند.
می‌اندیشد و با سختکوشی بسیار به گره آویز و دستاوردهای دیگری می‌رسد.
رسام سرانجام در دوران تکامل هنری خود، سرخوش از یافته‌های ارزشمند، راه خود را می‌یابد و برای رهایی از تار و پود کهنه هنر فرشبافی، بالهای تجربه‌اش را توش و توانی می‌گیرد و جسورانه در همه عرصه‌ها به پرواز در می‌آید.
دههٔ چهل و پنجاه، دوران شکوفایی هنر رسام در طراحی و بافت قالی است. او پس از سالیانی مدید، زحمت و تلاش، پخته در کوره تجارب و با کوله باری غنی از اندوخته‌های بایسته، آثاری شگرف و بدیع پدید می‌آورد که همتای نمونه‌های برجسته میراث تاریخی ایران در هنر فرشبافی است. آثاری که مایه مباهات و افتخار سرزمینی است که زادگاه این هنر بود و اینک نیز چون اعصار گذشته، نقش اصلی را در تعالی و تکامل آن به عهده دارد.
نمایش آثار رسام در کارگاه خصوصی (۱۳۴۵)، خانه آفتاب (۱۳۵۲) و انستیتو گوته (۱۳۵۳) با استقبال عمومی گسترده‌ای روبرو می‌شود. شیفتگان هنر با تحسین، آثارش را می ستایند و بر دستاوردهای هنری او ارج می‌نهند.
در سال ۱۳۵۴ عده‌ای از مسئولان شرکت سهامی فرش ایران از کارگاه هنر عرب زاده بازدید می‌کنند و او را به همکاری در شرکت مذکور دعوت می‌نمایند ولی او نمی‌پذیرد و خود را در چهارچوب رسوم اداری مقید نمی‌کند ولی از راهنمایی دریغ نمی‌ورزد. (مجموعه واژگان فرش که به نام دستورالعمل اصطلاحات امور تولیدی فرش با همکاری او و تعدادی از کارشناسان مجرب شرکت فرش تدوین شد یکی از همکاری‌های ذی‌قیمت او با شرکت مذکور است). در سال ۱۳۵۶ بعد از گشایش موزه فرش ایران با مقامات و کارشناسان این موزه ارتباط نزدیک دارد و نظرات مشورتی خود را در مورد عرضه آثار نفیس فرش ارائه می‌دهد. استاد عرب زاده در دو دهه اخیر ضمن طراحی و بافت فرش، در گسترش حرفه قالیبافی و پیوند آن باجنبه‌های هنری، نقش ارزنده‌ای ایفا کرده و شاگردان بسیاری را پرورش داده‌است. همچنین با سخنرانی‌ها و نوشتارهای پراکنده خود برای تعالی این هنر و صنعت ملی، رهنمودهای سازنده‌ای ارائه کرده‌است. او استاد کاری بزرگ در حرفه رنگرزی و رفوگری است و از تجارب غنی و ارزنده اش، استفاده بسیار گردیده‌است. عرب زاده در اکثر سمینارهای فرش حضور فعال داشته‌است. آخرین حضور او در سمینار فرشی است که در شهر بن آلمان برگزار گردید. در این سمینار پس از سخنرانی مبسوط و دلسوزانه استاد عرب زاده، وجوه کثیری برای تشویق طراحان و قالیبافان نمونه کشور جمع‌آوری شد. این اقدام تابحال سابقه نداشته‌است.
در سالهای اخیر، گرچه آثار چندانی پدید نیاورده، ولی آموزش این هنر را همواره پیگیری کرده‌است.
بی شک استاد عرب زاده روح تازه‌ای به کالبد هنر فرش در ایران دمیده و سلیقه و پسند هنری مردم را ارتقاء بخشیده‌است. بدعت را با اصالت در هم آمیخته و فرشبافی را به همراه تداوم هنری، با مقتضیات کنونی همساز و هماهنگ کرده‌است.

## بنیاد فرهنگی و هنری فرش رسام عرب زاده
عرب زاده بنیان‌گذار اولین آموزشگاه هنری قالی بافی در تهران بود او در آخرین سال‌های حیات خود با مشارکت شهرداری تهران مۆسسه‌ای به نام «بنیاد فرهنگی و هنری فرش رسام عرب زاده» را پی ریز کرد و ۶۶ قطعه از دست بافت‌های خود را نیز به پاس گذاران ۶۶ سال از عمر خود به آن بنیاد اهداء کرد.

## مرگ
رسام عرب‌زاده در سال ۱۳۷۵ در تهران درگذشت.